# Aeropuerto Nacional Ronald Reagan de Washington
El Aeropuerto Nacional Ronald Reagan de Washington (IATA: DCA, OACI: KDCA) en el Condado de Arlington, Virginia es el aeropuerto comercial más cercano a Washington D. C.
Aunque su nombre original fue Aeropuerto Nacional de Washington, fue renombrado en honor al presidente de los Estados Unidos Ronald Reagan en 1998. Su nombre original sigue en la fachada de piedra de la terminal más antigua (la Terminal A), y todavía es conocido en la zona de Washington como "National" ("Nacional" en inglés) o como "Washington National" ("Nacional de Washington" en inglés) aunque otros nombres como "Reagan" o "Reagan National" están ganando fama.
Para American Airlines es un centro de conexiones, es el mayor transportista de DCA. American ofrece un servicio de puente aéreo con el Aeropuerto LaGuardia de Nueva York y con el Aeropuerto Internacional de Boston. El servicio de puente aéreo de Delta Air Lines ofrece un servicio de puente aéreo con LaGuardia. Con algunas excepciones, los vuelos están prohibidos a destinos más allá de los 2000 kilómetros (1250 millas), en un esfuerzo por controlar la contaminación acústica y dirigir el tráfico al Aeropuerto Internacional Washington-Dulles que es más grande pero también está más alejado de la ciudad. Debido a que no tiene servicio de inmigración y aduanas de los Estados Unidos, los únicos vuelos internacionales que pueden operar hacia DCA vienen de aeropuertos con la autorización de la agencia de Protección de Fronteras y Aduanas de los Estados Unidos, que incluyen Nassau, Bermudas, Toronto y Montreal.

## Historia
El Aeropuerto Nacional de Washington se construyó gracias al gobierno federal en unas marismas al lado del río Potomac en Gravelly Point, 7 kilómetros (4.5 millas) al sur de Washington D. C.

### Antecedentes
El capitán John Alexander construyó una mansión llamada "Abingdon" en el lugar en 1746. Un descendiente suyo, Philip Alexander, donó la mayor parte de la tierra en la que se construyó la ciudad de Alexandria, por lo que le pusieron este nombre en su honor. En 1778 John Parke Custis compró la mansión Abingdon, y fue el lugar de nacimiento de Eleanor "Nelly" Parke Custis, hijastra del presidente George Washington. Un fuego destruyó Abindon en 1930. Desde 1998, la Autoridad Metropolitana de Aeropuertos de Washington conserva los restos de la casa en la sala de exhibiciones de la Terminal A.
Las instalaciones aeroportuarias de Washington fueron muy precarias durante el inicio del siglo XX. La primera gran terminal de la zona fue la de Hoover Field, que se encontraba cerca de la ubicación actual de El Pentágono. Abrió sus puertas en 1926. Hoover Field tenía una única pista de aterrizaje que se cruzaba con una calle local, por lo que los guardias tenían que parar el tráfico para que despegasen y aterrizasen aviones.
Al año siguiente otro aeropuerto privado, el Aeropuerto de Washington, empezó a dar servicio. En 1930 la economía de la Gran Depresión provocó que los dos aeropuertos se fusionasen formando el Aeropuerto Washington-Hoover. La situación (al lado de una autopista y con cables de tensión al lado) y la poca visibilidad (con una chimenea en la zona) lo convertían en un pésimo aeropuerto.

### Origen
El Aeropuerto Nacional abrió sus puertas el 16 de junio de 1941. Aunque se encuentra en Virginia, la mayoría del terreno estaba originalmente bajo el agua, que era un terreno del Distrito de Columbia (Washington). La ley de 1945 estableció que el aeropuerto estaba legalmente en Virginia, pero bajo la jurisdicción del Congreso de los Estados Unidos.
El rápido crecimiento del tráfico aéreo llevó a la construcción de extensiones en las pista en 1950 y 1955. La distribución de las pistas ha cambiado poco debido a la ubicación y orientación del aeropuerto, a excepción de la clausura de la carta pista que iba de este a oeste y que ahora se usa como aparcamiento de aviones. Se añadió una nueva terminal en 1958 (la Terminal Norte) aunque no se conectaron las dos hasta 1961.

### Primeras restricciones
A pesar de la expansión, se han hecho esfuerzos para restringir el crecimiento del aeropuerto. El miedo a la contaminación acústica llevó a la imposición de restricciones en el ruido incluso antes del inicio de los turborreactores en 1966. Con el inicio de la aviación a reacción el Congreso aprobó la construcción del nuevo aeropuerto de Washington, el Aeropuerto Dulles, en 1962. Para controlar el tráfico y llevar a los aviones a aeropuertos alternativos, la Administración Federal de Aviación impuso restricciones en el perímetro y aterrizaje del National y en otros 4 aeropuertos en 1969.
El servicio de metro se inauguró en 1977 con la creación de la parada Ronald Reagan Washington National Airport. La estación estaba separada de la terminal principal, pero actualmente está conectada con las Terminales B y C a través de pasos de peatones.
La tarde del 13 de enero de 1982, después de unos días de mucho frío y una mañana con heladas, el vuelo 90 de Air Florida se estrelló después de tener que esperar 49 minutos en la pista de despegue con hielo y nieve en sus alas. El Boeing 737 no consiguió elevarse. A menos de una milla del final de la pista el avión se chocó contra el complejo del puente de la calle 14, cortando las partes de arriba de los coches que pasaban antes de hundirse en el río Potomac que estaba cubierto por una capa de hielo de 3 centímetros. Los servicios de rescate se vieron dificultados por el tiempo y el tráfico. Gracias a los actos heroicos de un grupo de motoristas, un equipo de policía del Servicio Nacional de Parques y uno de los pasajeros que murió, 5 de los ocupantes del avión sobrevivieron. Sin embargo, los otros 74 ocupantes murieron, así como 4 ocupantes de vehículos que estaban en el puente.

### Tiempos modernos

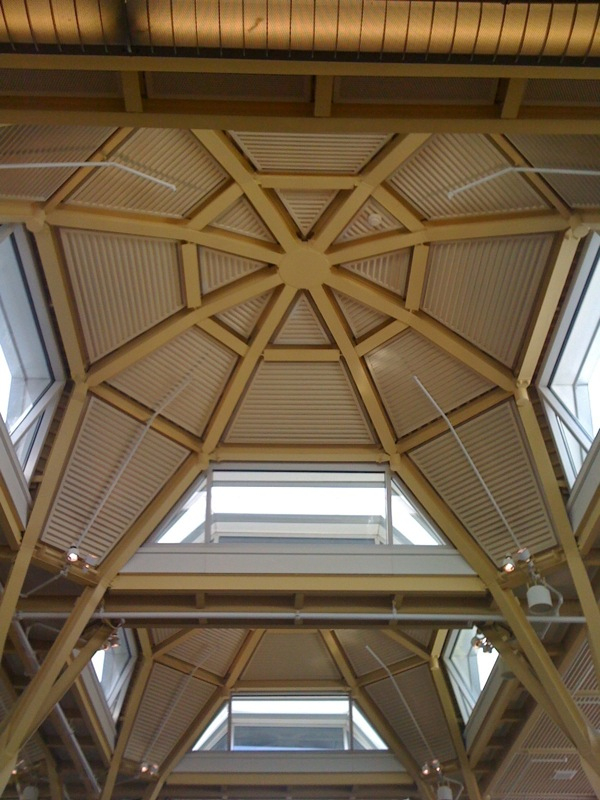
La mirada contemporánea es evidente en el techo del aeropuerto.

El gobierno federal renunció al control del Aeropuerto Nacional, así como al de Dulles en 1987, cuando el presidente Reagan firmó una ley que creaba la Autoridad Metropolitana de Aeropuertos de Washington. Sin embargo el Congreso ha continuado influyendo en la administración de los aeropuertos. El 6 de febrero de 1998 el presidente Bill Clinton firmó el cambio de nombre del aeropuerto a Aeropuerto Nacional Ronald Reagan de Washington, para hacer un homenaja al antiguo presidente el día de su 87 cumpleaños. El cambio no se consultó a los ciudadanos. De hecho, el metro se resistió a cambiar el nombre de la estación del aeropuerto, aludiendo que según su política los grupos que quieran cambiar el nombre de una estación deben pagar el coste de cambiar la señalización. El condado de Arlington, que debía ser el responsable del cambio de nombre, se negó a pagar. El Congreso respondió amenazando con cortes de presupuesto. Al final el metro cambió el nombre asumiendo los gastos.
De manera similar, el Senador John McCain de Arizona introdujo una legislación en 1999 para eliminar el perímetro de restricción de 1250 millas, enfureciendo a los residentes preocupados por el ruido y el tráfico del incremento del servicio de grandes aviones. McCain argumentaba que el movimiento incrementaría la competencia, mientras los críticos decían que estaba defendiendo los intereses de la compañía de Phoenix (Arizona) America West Airlines (AWA). Al final la restricción permaneció, pero la FAA permitió excepciones adicionales, pero no fueron para la AWA sino para su competidora Alaska Airlines. La AWA ganaría más tarde una excepción para servicios sin escala para Phoenix en 2004.
Con la suma de vuelos y el espacio limitado de la vieja terminal principal, el aeropuerto empezó una gran renovación y expansión en los 90. El hangar 11 en el límite norte del aeropuerto se convirtió en una nueva terminal provisional para USAir y Delta Air Lines en 1989, liberando varias puertas en la terminal principal hasta que terminara el complejo operativo de la nueva terminal. El 27 de julio de 1997, la compleja nueva terminal, consistente en las terminales B y C y dos garajes se abrió. El arquitecto argentino César Pelli diseñó las nuevas terminales del aeropuerto. La terminal provisional cerró inmediatamente sus puertas y volvió a ser un hangar. Un muelle de la terminal principal (ahora Terminal A) se derribó, mientras el otro muelle permanede operativo para las puertas 1-9.
Hasta los Atentados del 11 de septiembre de 2001, el aeropuerto tenía 792 vuelos comerciales programados cada día. Después de los ataques, el aeropuerto fue cerrado durante varias semanas y varios procedimientos adicionales de seguridad permanecen para vuelos de entrada y salida del DCA.

## Medidas de Seguridad

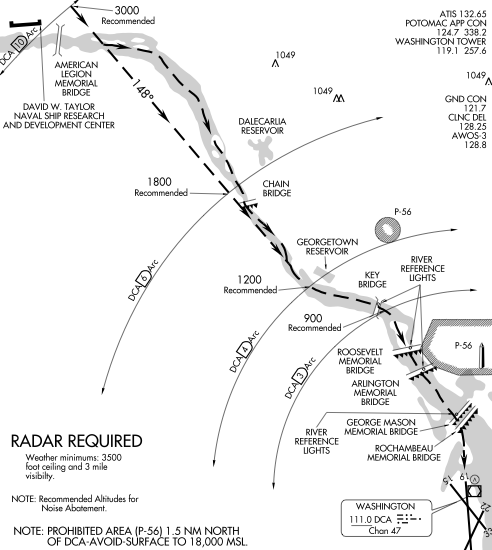
Muchos pilotos dicen que la aproximación de la "Vista del río" es una de las más interesantes en EE. UU.

Debido a la proximidad al centro de Washington, el aeropuerto ha sido objeto de procedimientos de seguridad especiales durante muchos años. Hasta 2001, la más notable fue el acotamiento de la aproximacíon sur del aeropuerto. Gran parte del centro de Washington está restringido hasta 18.000 pies; para aterrizar en la pista sur, los pilotos tienen que seguir el camino del río Potomac y hacer un breve giro antes de aterrizar, el procedimiento se denomina "River Visual" ("Vista del Río" en inglés). De manera similar, los vuelos que despegan del norte necesitan subir rápidamente y ladearse hacia la izquierda bruscamente para evitar el Monumento Washington y seguir el camino que no va hacia la Casa Blanca ni a El Pentágono.
Cuando el DCA reabrió sus puertas después de los Atentados del 11 de septiembre de 2001, se sometió a medidas de seguridad mucho más estrictas. Los aviones de más de 156 asientos se prohibieron y la aproximación de la Vista del Río no se utilizó hasta mediados de 2002. Otras restricciones impuestas fueron que los pasajeros de aviones salientes/entrantes en DCA tenían que permanecer en sus asientos durante 30 minutos antes/después de la salida/llegada, esta restricción se dejó de aplicar en 2005. Además, los aviones privados no se volvieron a permitir en el aeropuerto (con raras excepciones). Todas estas regulaciones fueron aplicadas para prevenir actividades terroristas parecidas a los ataques del 11 de septiembre, cuando secuestradores aéreos estrellaron aviones contra grandes edificios.
El 18 de octubre de 2005 el DCA fue reabierto a la aviación general de manera limitada (48 operaciones al día) y bajo serias restricciones: los pasajeros y la tripulación tendrán que presentarse en la Administración de Seguridad en el Transporte 24 horas antes y todos los aviones tendrán que pasar a través de una de las 12 pasarelas donde se reinspeccionan las naves, los pasajeros y el equipaje.

### La Aproximación de la Vista del Río
Considerada como una de las aproximaciones más interesantes de EE. UU., la aproximación por la Vista del Río se instituyó por motivos de seguridad y de contaminación acústica. La aproximación que sigue el curso del río Potomac, sólo es posible a un límite de 3500 pies y con una visibilidad de más de 3 millas. Hay una luz en el Memorial Bridge para ayudar a los pilotos a seguir el río. Las naves que utilizan la aproximación son distinguidas fácilmente desde los parques que hay en las orillas. Los pasajeros del lado izquierdo del avión tienen una fantástica vista del centro de Washington. Dichos pasajeros pueden ver fácilmente El Capitolio, el Monumento Washington, el Monumento a Jefferson, el National Mall, y la Casa Blanca. Los pasajeros del lado derecho pueden ver el Cementerio de Arlington, El Pentágono y el Monumento a las Fuerzas Aéreas de los Estados Unidos.

## Terminales

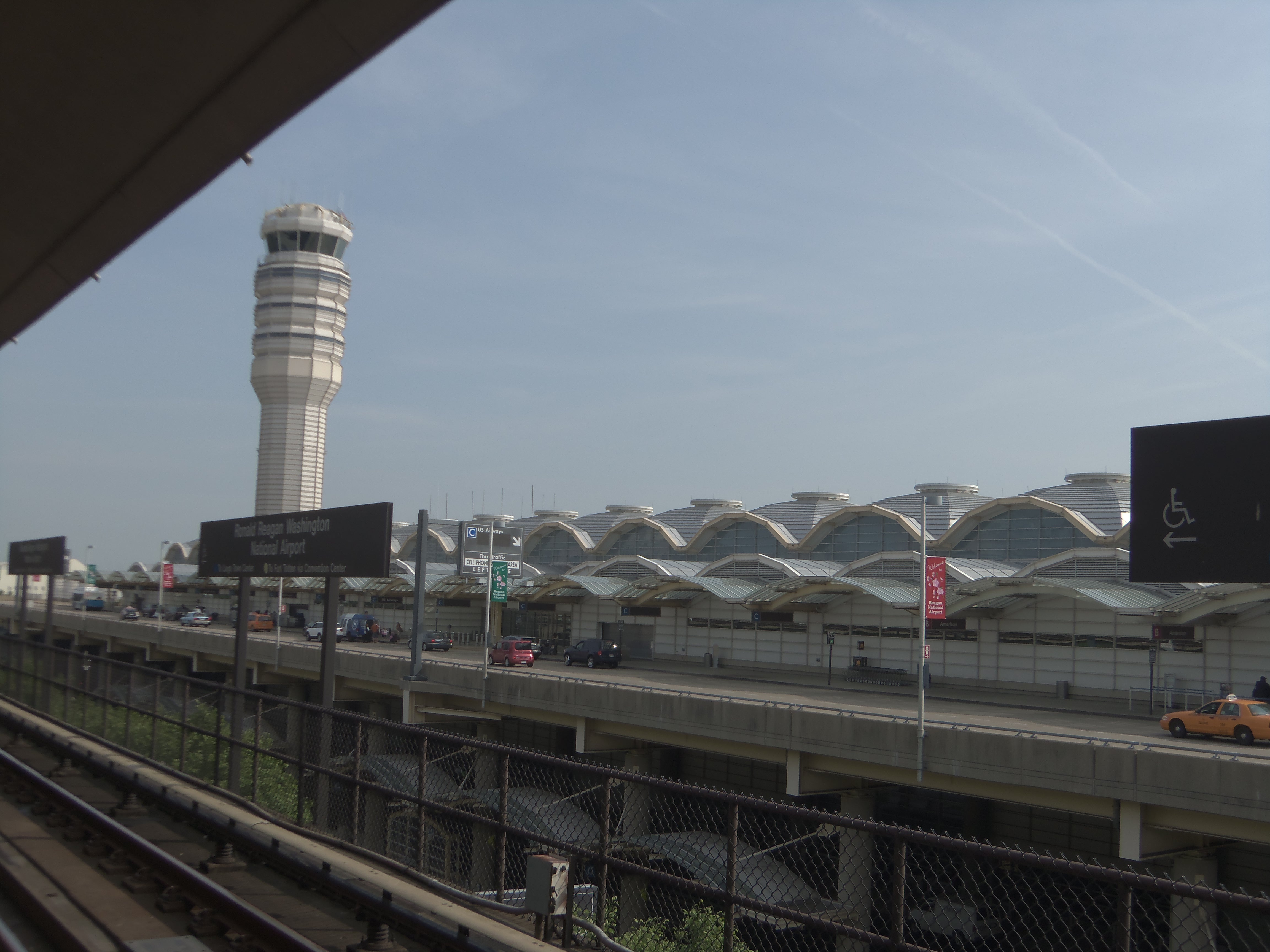
Vista del aeropuerto desde el metro de Washington.

El aeropuerto está sujeto a la "regla del perímetro" federal y no se permiten vuelos a ciudades más lejanas de un círculo de más de 1250 millas de radio. La FAA ha permitodo 12 excepciones: Denver (4×), Las Vegas, Los Ángeles, Phoenix (3×), Salt Lake City y Seattle (2×).

### Terminal A
La Terminal A fue la terminal original del Aeropuerto Nacional. Se inauguró en 1941 y se amplió durante los años siguientes hasta su tamaño actual en 1955. La terminal continúa alojando vuelos y en 2006 se empezó a renovar para restaurar su arquitectura original. Tiene nueve puertas (Puertas 1-9).

### Terminal B/C
La Terminal B/C se abrió en 1997 en la expansión más grande del aeropuerto hasta la fecha, reemplazando un conjunto de terminales de aerolíneas específicas construidas durante los 60. Había 35 puertas (10-12 y 14-45—no había puerta 13). La Terminal B/C fue diseñada por el conocido arquitecto argentino César Pelli.

## Aerolíneas y destinos

### Pasajeros
| Aerolíneas         | Destinos |
| ------------------ | --- |
| Air Canada Express | Montreal–Trudeau, Ottawa, Toronto–Pearson |
| Alaska Airlines    | Los Ángeles, Portland (OR), San Diego, San Francisco, Seattle/Tacoma |
| American Airlines  | Boston, Charlotte, Chicago–O'Hare, Dallas/Fort Worth, Fort Myers, Hartford, Jacksonville (FL), Las Vegas, Los Ángeles, Miami, Nueva Orleans, Orlando, Phoenix–Sky Harbor, Portland (ME), Raleigh/Durham, San Antonio, Sarasota, Tampa, West Palm Beach Estacional: Atlanta, Bangor, Burlington (VT), Charleston (SC), Destin/Fort Walton Beach, Fort Lauderdale, Halifax, Indianápolis, Kansas City, Nashville, Nasáu, Nueva York–LaGuardia, Pittsburgh, Providence, San Luis, Siracusa |
| American Eagle     | Akron/Canton, Albany, Asheville, Atlanta, Augusta (GA), Bangor, Baton Rouge, Birmingham (AL), Boston, Búfalo, Burlington (VT), Cayo Hueso, Cedar Rapids/Iowa City, Charleston (SC), Charleston (WV), Charlotte, Chattanooga, Cincinnati, Cleveland, Columbia (SC), Columbus–Glenn, Dayton, Des Moines, Detroit, Fayetteville/Bentonville, Filadelfia, Grand Rapids, Greensboro, Greenville/Spartanburg, Hartford, Houston–Intercontinental (inicia el 3 de septiembre de 2025), Huntsville, Indianápolis, Jackson (MS), Jacksonville (FL), Kansas City, Knoxville, Lansing, Little Rock, Louisville, Madison, Mánchester (NH), Memphis, Milwaukee, Mineápolis/St. Paul, Montgomery, Myrtle Beach, Nashville, Norfolk, Nueva Orleans, Nueva York–JFK, Nueva York–LaGuardia, Oklahoma City, Pensacola, Pittsburgh, Portland (ME), Providence, Raleigh/Durham, Rochester (NY), Savannah, San Luis, Siracusa, Tallahassee, Toronto–Pearson, Tulsa, White Plains, Wichita, Wilmington (NC) Estacional: Halifax, Hilton Head, Hyannis, Martha's Vineyard, Nantucket, Nasáu, Panama City (FL), Traverse City |
| Delta Air Lines    | Atlanta, Detroit, Los Ángeles, Miami, Mineápolis/St. Paul, Orlando, Salt Lake City, Seattle/Tacoma |
| Delta Connection   | Boston, Cincinnati, Lexington, Madison, Nashville, Nueva York–JFK, Nueva York–LaGuardia, Omaha, Raleigh/Durham |
| Frontier Airlines  | Denver |
| JetBlue Airways    | Boston, Fort Lauderdale, Fort Myers, Nasáu, Nueva York–JFK, Orlando, San Juan, West Palm Beach Estacional: Martha's Vineyard, Nantucket |
| Southwest Airlines | Atlanta, Austin, Chicago–Midway, Columbus–Glenn, Dallas–Love, Fort Lauderdale, Houston–Hobby, Kansas City, Las Vegas, Milwaukee, Nashville, Nueva Orleans, Oklahoma City, Omaha, Orlando, Providence, San Luis, Tampa Estacional: Albany, Fort Myers, Memphis, Sarasota |
| United Airlines    | Chicago–O'Hare, Denver, Houston–Intercontinental, San Francisco |
| United Express     | Newark |

### Destinos internacionales
Se ofrece servicio a 6 destinos internacionales (1 estacional), a cargo de 4 aerolíneas.
| Ciudades                                                 | Nombre del aeropuerto                           | Aerolínea                                                                      |              |              |              |
| Norteamérica                                             | Norteamérica                                    | Norteamérica                                                                   | Norteamérica | Norteamérica | Norteamérica |
| -------------------------------------------------------- | ----------------------------------------------- | ------------------------------------------------------------------------------ | ------------ | ------------ | ------------ |
| Canadá (4 destinos [1 estacional], 3 aerolíneas)         |                                                 |                                                                                |              |              |              |
| Halifax                                                  | Aeropuerto Internacional de Halifax-Stanfield   | American Airlines (Estacional) / American Eagle (Estacional)                   |              |              |              |
| Montreal                                                 | Aeropuerto Internacional Pierre Elliott Trudeau | Air Canada Express                                                             |              |              |              |
| Ottawa                                                   | Aeropuerto Internacional de Ottawa              | Air Canada Express                                                             |              |              |              |
| Toronto                                                  | Aeropuerto Internacional Toronto Pearson        | Air Canada Express / American Eagle                                            |              |              |              |
| El Caribe                                                |                                                 |                                                                                |              |              |              |
| Bahamas (1 destino, 3 aerolíneas)                        |                                                 |                                                                                |              |              |              |
| Nasáu                                                    | Aeropuerto Internacional Lynden Pindling        | American Airlines (Estacional) / American Eagle (Estacional) / JetBlue Airways |              |              |              |
| Puerto Rico (1 destino, 1 aerolínea)                     |                                                 |                                                                                |              |              |              |
| San Juan                                                 | Aeropuerto Internacional Luis Muñoz Marín       | JetBlue Airways                                                                |              |              |              |
| Total: 6 destinos (1 estacional), 3 países, 4 aerolíneas |                                                 |                                                                                |              |              |              |

## Estadísticas

### Rutas más transitadas
| Puesto | Ciudad                        | Pasajeros | Aerolíneas                                                              |
| ------ | ----------------------------- | --------- | ----------------------------------------------------------------------- |
| 1      | Atlanta, Georgia              | 790,000   | American Airlines, Delta Air Lines, Southwest Airlines                  |
| 2      | Boston, Massachusetts         | 782,000   | American Airlines, Delta Air Lines, JetBlue Airways                     |
| 3      | Chicago, Illinois             | 688,000   | American Airlines, United Airlines, United Express                      |
| 4      | Orlando, Florida              | 540,000   | American Airlines, Delta Air Lines, JetBlue Airways, Southwest Airlines |
| 5      | Miami, Florida                | 533,000   | American Airlines, Delta Air Lines                                      |
| 6      | Dallas, Texas                 | 478,000   | American Airlines                                                       |
| 7      | Charlotte, Carolina del Norte | 347,000   | American Airlines                                                       |
| 8      | Fort Lauderdale, Florida      | 299,000   | American Airlines, JetBlue Airways, Southwest Airlines                  |
| 9      | Nashville, Tennessee          | 298,000   | American Airlines, American Eagle, Delta Connection, Southwest Airlines |
| 10     | Nueva York, Nueva York        | 297,000   | American Airlines, Delta Air Lines, Delta Connection                    |

### Tráfico anual
| Año  | Pasajeros  | Año  | Pasajeros  | Año  | Pasajeros  | Año  | Pasajeros  |
| ---- | ---------- | ---- | ---------- | ---- | ---------- | ---- | ---------- |
| 2000 | 15 888 199 | 2010 | 18 118 713 | 2020 | 7 574 966  | 2030 |            |
| 1999 | 15 185 348 | 2009 | 17,577,359 | 2019 | 23 945 527 | 2029 |            |
| 1998 | 15 970 306 | 2008 | 18,028,287 | 2018 | 23 464 618 | 2028 |            |
| 1997 | 15 907 006 | 2007 | 18,679,343 | 2017 | 23 903 248 | 2027 |            |
| 1996 | 15 226 500 | 2006 | 18,550,785 | 2016 | 23 595 006 | 2026 |            |
| 1995 | 15 506 244 | 2005 | 17,847,884 | 2015 | 23 039 429 | 2025 |            |
| 1994 | 15 700 825 | 2004 | 15,944,542 | 2014 | 20 810 387 | 2024 | 26,290,722 |
| 1993 | 16 307 808 | 2003 | 14,223,123 | 2013 | 20 415 085 | 2023 | 25 453 581 |
| 1992 | 15 593 535 | 2002 | 12,881,601 | 2012 | 19 655 440 | 2022 | 23 961 442 |
| 1991 | 15 098 697 | 2001 | 13,265,387 | 2011 | 18 823 094 | 2021 | 14 044 724 |

## Transporte Terrestre

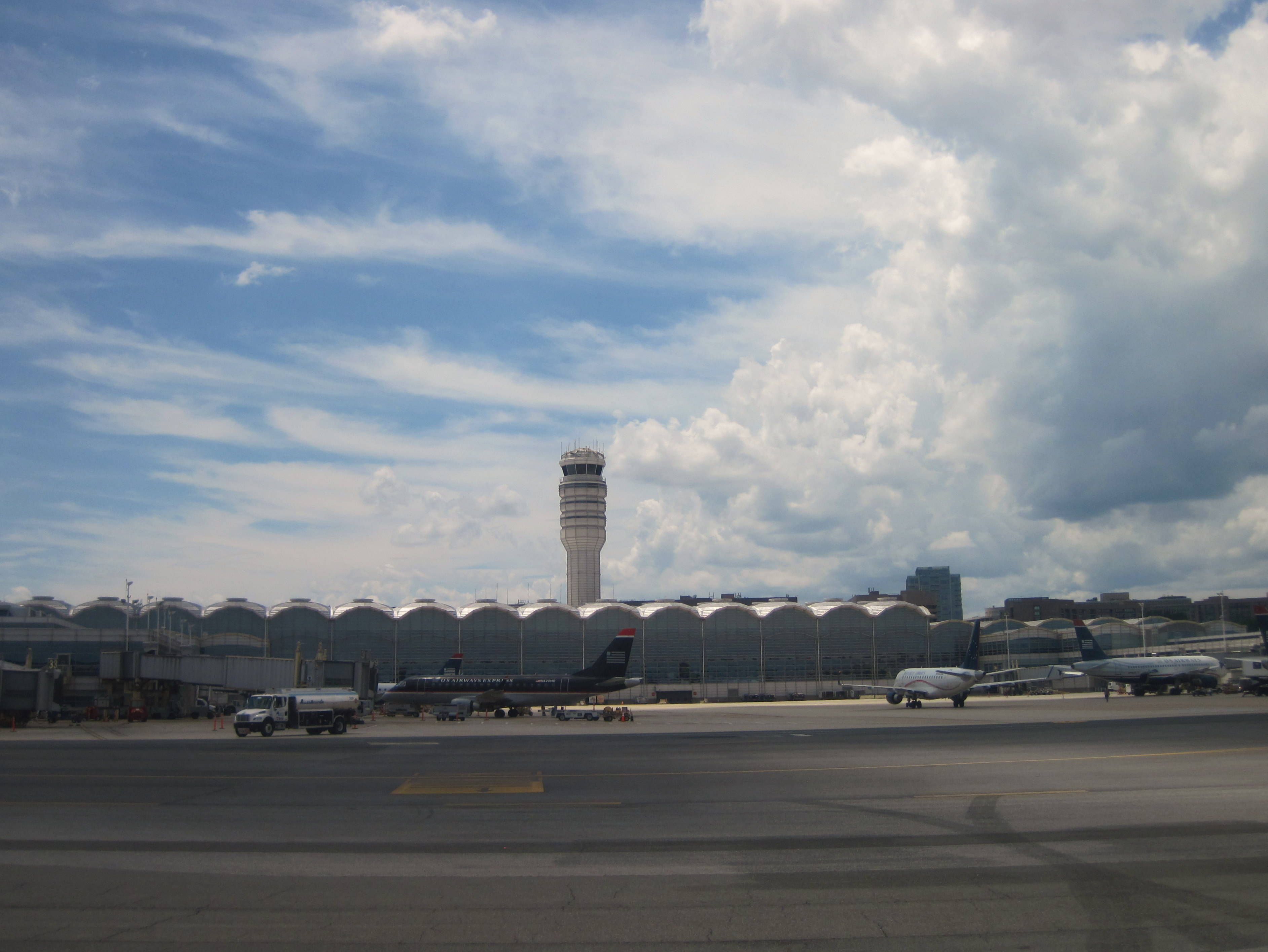
Torre de Control y nueva terminal C.

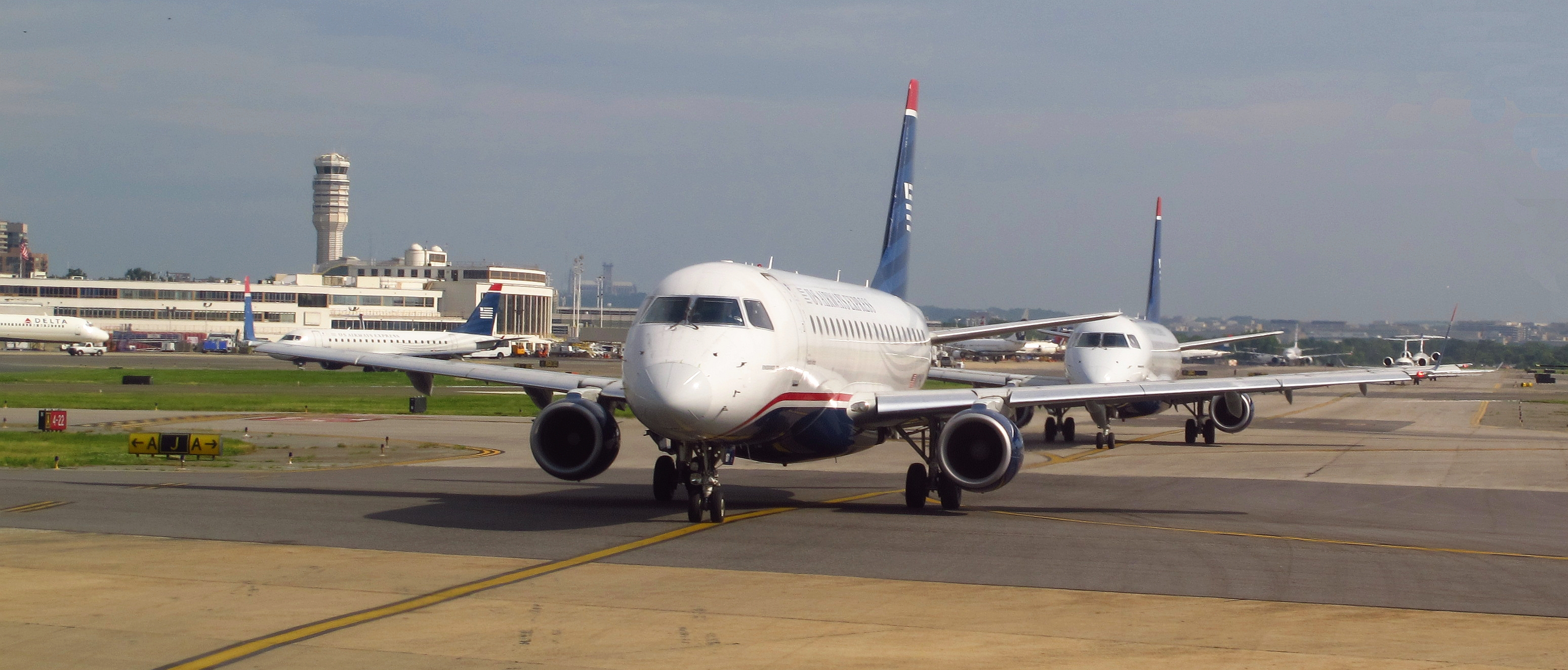
En línea para el despegue.

La parada Ronald Reagan Washington National Airport del Metro de Washington, en las líneas Amarilla y Azul, se encuentra en una plataforma elevada exterior conectada a la explanada de las terminales B y C.
El DCA se encuentra en el George Washington Memorial Parkway, y conectado a la autopista U.S. Route 1 mediante el viaducto del aeropuerto por la Ruta Estatal 233. La Interestatal 395 se encuentra justo al norte del DCA y es fácilmente accesible desde el G.W. Parkway o la U.S. Route 1.

## Aeropuertos cercanos
Los aeropuertos más cercanos son:
- Aeropuerto Internacional de Washington-Dulles (37km)
- Aeropuerto Internacional de Baltimore-Washington (47km)
- Aeropuerto Regional de Hagerstown (112km)
- Aeropuerto Regional Salisbury-Ocean City Wicomico (144km)
- Aeropuerto de Charlottesville-Albemarle (146km)